# 各民族人民友谊勋章
各族人民友谊勋章 (羅馬化：Orden Druzhby narodov)是苏联在1972年12月17日设立的一种勋章。1980年7月18日苏联最高苏维埃修正了此勋章的相关法规。勋章由艺术家亚历山大·朱克设计。苏联解体后被废除。后被俄罗斯联邦友谊勋章所替代。

## 颁授
根据相关法令，该勋章被授予给苏联公民；企业、机构、组织、军事单位、加盟和自治共和国、州、自治区、边疆区、城市；外国公民。获奖者需满足以下条件：
- 为加强社会主义各民族的友谊和合作做出了重大贡献。
- 在苏联和加盟共和国国民经济发展中取得的巨大成就。
- 为苏联民族国家建设做出贡献。
- 在科学发展、社会主义国家和民族文化的建设方面开展的特别富有成效的活动，本着无产阶级国际主义的精神积极参与苏联人民的教育，献身和忠诚于苏维埃祖国。
- 在加强苏联国防力量方面的特殊功绩。
- 为发展社会主义国家人民之间的兄弟情谊与合作，加强人民之间的友好关系作出了巨大贡献。

本勋章应佩戴在左胸，排列在劳动红旗勋章之后，红星勋章之前。

## 设计
各民族人民友谊勋章由银制成，是一颗微凸的镀金五角星，上面覆盖着深红色珐琅，五角星周围环绕着银色的金字塔面和五束发散的金色光芒。在五角星的中心有一个镀金的苏联国徽，其一些细节被彩色珐琅覆盖。国徽的边缘镶有握手图案，边缘下部有一条覆盖着深红色珐琅的镀金丝带，上面刻有“苏联”字样。在苏联国徽和上部圆环的边缘之间是俄文“各民族人民友谊”。在圆环内的下部和中部是绿色珐琅的月桂树枝。勋章编号被刻在背面。